# ۳۰۴۶ مولیر
سیارک ۳۰۴۶ (به انگلیسی: 3046 Moliere، نامگذاری:4120P-L) سه هزار و چهل و ششمین سیارک کشف شده‌است که در ۲۴ سپتامبر ۱۹۶۰ کشف شد.
قدر مطلق سیارک برابر ۱۲٫۲۰ است.